# Maeve Binchy
Maeve Binchy (28 de mayo de 1939 en Dalkey, Condado de Dublín - 30 de julio de 2012) fue una escritora de novela costumbrista, columnista y oradora irlandesa.

## Biografía
Graduada de la University College Dublin, Binchy trabajó como maestra y luego como periodista para el The Irish Times hasta que decidió ser escritora de novelas y relatos cortos. 
Varias de sus novelas están ambientadas en Irlanda, y tratan sobre la tensión existente entre la vida urbana y rural, los contrastes entre Inglaterra e Irlanda y los dramáticos cambios en la nación desde la Segunda Guerra Mundial hasta el presente. 
Su novela Circle of Friends fue la inspiración para una película de 1995 de Hollywood protagonizada por Chris O'Donnell y Minnie Driver. La película presenta algunas diferencias con la historia de Binchy, en particular, un cambio radical en su final.
Binchy anunció en 2000 que no haría más giras para promocionar sus novelas, sino que dedicaría su tiempo a otras actividades, y a su esposo, el escritor de literatura infantil Gordon Snell. Desde entonces ha escrito cuatro novelas más: Quentins, Night of Rain and Stars, Whitethorn Woods y Heart and Soul. Vive en Dalkey, cerca de donde se crio.
En 1978, Binchy ganó un Premio Jacob por su obra de teatro Deeply Regretted By. El protagonista de la obra, Donall Farmer, también fue premiado. La National Portrait Gallery de Londres posee una fotografía de la escritora junto a Richard Whitehead, de 1993, y se ha presentado una pintura de ella junto a Maeve McCarthy, comisionada en 2005, en la National Gallery of Ireland.
Falleció el 30 de julio de 2012 a los 72 años.

## Temáticas
Mientras que algunas de sus novelas son historias completas que comienzan y terminan en un solo libro (Circle of Friends, Light a Penny Candle) muchas de sus obras abarcan un elenco de personajes interrelacionados (The Copper Beech, Silver Wedding, The Lilac Bus, Evening Class, Heart and Soul). Sus últimas novelas, Evening Class, Scarlet Feather, Quentins y Tara Road, tienen como protagonistas a personajes recurrentes.

## Obra

### Novelas
Las novelas publicadas por la irlandesa son:
- Light a Penny Candle (1982) Enciende una vela, Emecé, 2003
- The Lilac Bus (1984)
- Echoes (1985), Ecos del corazón, Emecé, 2002
- Firefly Summer (1987), Recuerdos de un verano, Emecé, 2002
- Silver Wedding (1988)
- Circle of Friends (1990) Círculo de amigos, 1996
- The Copper Beech (1992)
- The Glass Lake (1994) El lago de cristal, 2004
- Evening Class (1996) Escuela de ilusiones
- Tara Road (1998) Tara Road. Una casa en Irlanda
- Scarlet Feather (2000) La pluma escarlata, Salamandra, 2002, 2005
- Quentins (2002)
- Nights of Rain and Stars (2004) Noches de lluvia y estrellas, Salamandra, 2007
- Whitethorn Woods (2006) Los bosques de Whitethorn, Suma, 2010
- Heart and Soul (2008) Desde el corazón
- Minding Frankie (2010) Bajo el cielo de Dublín
- "A Week in Winter (2013) "Una Semana en Invierno"

### Antologías de relatos cortos
Binchy ha publicado también varias antologías de relatos cortos, incluyendo:
- Central Line (1978)
- Victoria Line (1980)
- Dublin 4 (1981)
- London Transports (1983)
- Story Teller: Collection of Short Stories (1990)
- Dublin People (1993)
- Cross Lines (1996)
- This Year It Will Be Different: And Other Stories (1996)
- The Return Journey (1998)

### Otras obras
- Star Sullivan (2006) (novela)[8]
- The Builders (2002)(novela)[8]
- Deeply Regretted By (obra de teatro)[8]
- Aches and Pains (1999) (no ficción)[8]
- A Time to Dance (2006) (no ficción)[8]
- The Maeve Binchy Writer's Club (2008) (no ficción)[8]
- Finbar's Hotel (contribuyente)
- Ladies Night at Finbar's Hotel (contribuyente)
- Irish Girls About Town (2002) (editora con Cathy Kelly y Marian Keyes).